# Necrodeath

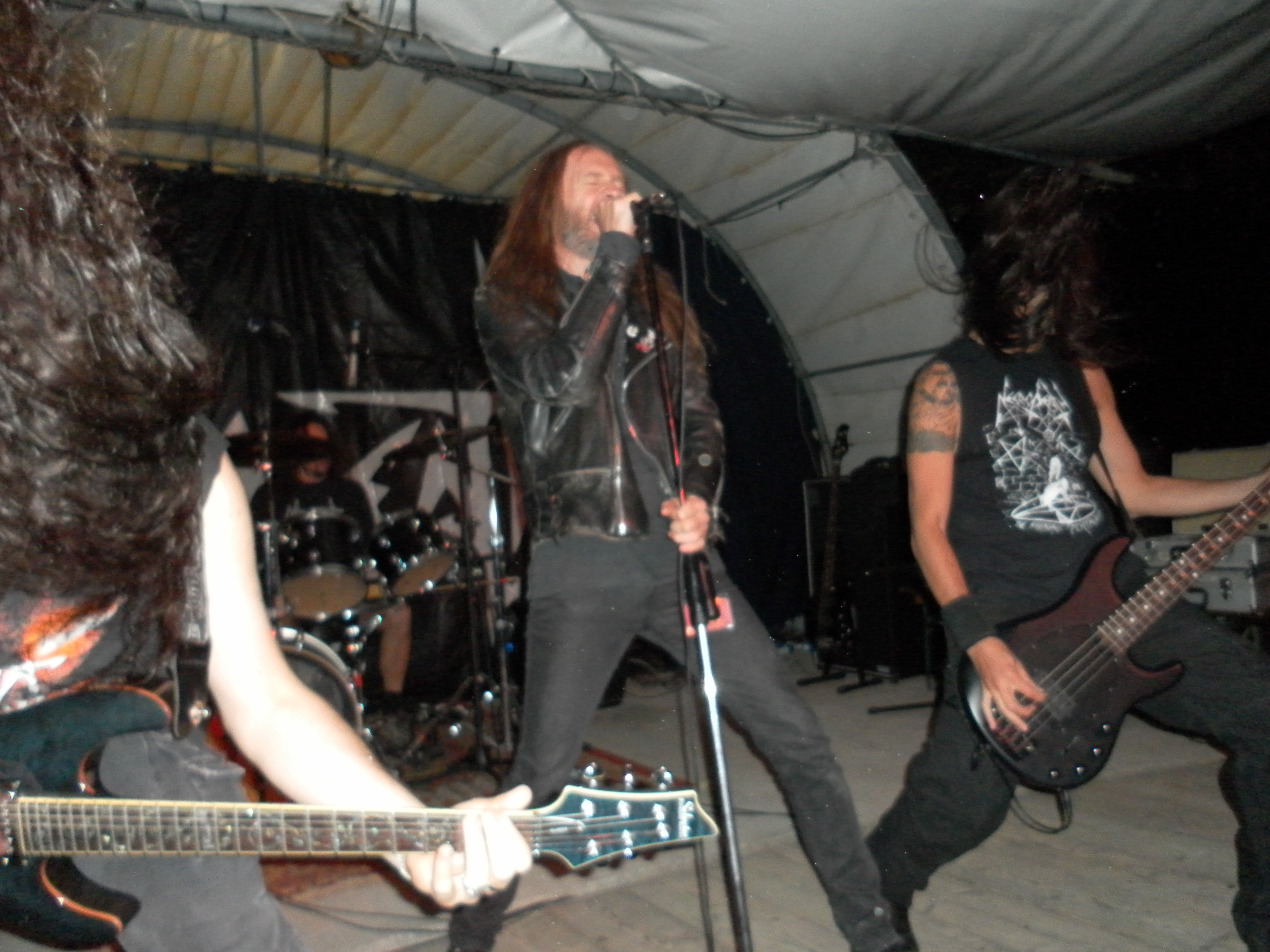
Necrodeath en el Korxefest de Crocefieschi, Génova, en 2010.

Necrodeath es una banda italiana de black metal. Es una de las primeras bandas de este género nacidas en Italia junto con Schizo y Bulldozer. Ellos tomaron como influencia a Slayer, Posessed, Kreator, Celtic Frost, Bathory
El grupo es también conocido por sus buenas actuaciones en directo 

## Historia
La banda se formó en 1984 bajo el nombre Ghostrider por Claudio (guitarras) y Peso (batería) que, a la derecha después de haber visto a Venom en concierto decidieron que querían ser artistas de metal. Junto con Ingo (cantante) y Paolo (bajo) lanzaron como una primera grabación un demo de cuatro pistas titulado "The Shining Pentagram" influeciado por Slayer, Kreator y Bathory, con el que obtuvieron un importante lugar dentro del metal. 
Los dos primeros álbumes "Into The Macabre"(1987) y "Fragments of Insanity" (1989) fueron aclamados por la prensa del metal y fanes así Necrodeath tuvo su merecido lugar que todavía está presente. El grupo se disolvió poco después de la grabación del segundo álbum. 
Los históricos miembros Claudio y Peso reformaron la banda en 1995 después de un largo descanso. Ingo fue sustituido por Flegias, mientras que John se convirtió en el nuevo bajista. Cuatro álbumes se han registrado desde entonces, que, posiblemente, no han tenido un impacto muy significativo en el metal como sus primeros trabajos, pero aun así, su popularidad no parece decaer. 
Necrodeath publicó el álbum "Draculea" el 22 de octubre de 2007; álbum que está basado en Vlad Tepes.

## Los actuales miembros
- Flegias - Voz
- Pier Gonella - Guitarras
- GL - Bass
- Peso - Batería

## Antiguos miembros
- Claudio - Guitarras 1985-2003
- Ingo - Voz 1985-1998
- Paolo - Bajo 1985-1998
- Andy - Guitarra 2006-2007
- John- Bajo 1998-2008

## Discografía
Álbumes de Estudio
- Into the macabre(1987)
- Fragments of Insanity (1989)
- Mater of All Evil (1999)
- Black as Pitch (2001)
- Ton (e) s of Hate (2003)
- 20 Years of Noise (2005)
- 100% Hell (2006)
- Draculea (2007)
- Phylogenesis (2009)
- Old Skull (2010)
- Idiosyncracy (2011)

- Datos: Q1815406
- Multimedia: Necrodeath / Q1815406